# Piatra (Constanța)
Piatra (antiguamente Tașăul) es una localidad rumana de la comuna de Mihail Kogălniceanu, en el condado de Constanța.

## Toponimia
El nombre del lugar puede encontrarse escrito con grafías como Taşăul y Tasail. Pasó a llamarse Piatra.

## Historia
Hacia comienzos del siglo XX, la localidad, que ya por entonces pertenecía al condado de Constanța, formaba parte de la comuna de Cicracci y tenía contabilizada una población de 308 habitantes.
En la segunda mitad del siglo XX la localidad  había pasado a formar parte de la comuna de Mihail Kogălniceanu. En el censo de 2021 la localidad tenía una población de 824 habitantes.